# Handball-Gauliga Niederschlesien
Die Handball-Gauliga Niederschlesien war eine der obersten deutschen Feldhandball-Ligen in der Zeit des Nationalsozialismus. Sie bestand von 1941 bis 1945.

## Geschichte
Auf Grund des Voranschreitens des Zweiten Weltkrieges herrschte Treibstoffknappheit und Mangel an Transportmöglichkeiten, so dass längere Auswärtsfahrten zusehends schwieriger zu organisieren waren. Aus logistischen Gründen wurde daher 1941 der Sportgau Schlesien in die beiden Sportgaue Niederschlesien und Oberschlesien geteilt. Im Handballgau Niederschlesien spielten alle Vereine aus den Bezirken Niederschlesien und Mittelschlesien der ehemaligen Handball-Gauliga Schlesien sowie Mannschaften aus Ohlau und Brieg, die vorher im Bereich Oberschlesien spielten.
Bei den Männern dominierte ähnlich wie in den letzten Jahren der Gauliga Schlesien der LSV Reinecke Brieg, der alle drei ausgespielten Gaumeisterschaften gewinnen konnten. Auch bei den deutschen Feldhandball-Meisterschaften konnte der mit zahlreichen Kriegsgastspielern bestückte Verein Erfolge vorweisen und erreichte zweimal das Halbfinale.
Auch bei den Frauen konnte sich mit der Reichsbahn SG Breslau ein Verein alle Gaumeisterschaften sichern, der bereits in der Gauliga Schlesien zu Meisterschaftsehren kam. Größter Erfolg für die Damen aus Breslau war das Erreichen der Zwischenrunde bei der Deutschen Feldhandball-Meisterschaft 1942/43.
Mit Ende des Zweiten Weltkrieges und der Annexion Niederschlesiens endete auch das Bestehen der Gauliga Niederschlesien. Die deutschen Vereine wurden aufgelöst.

## Meister der Handball-Gauliga Niederschlesien 1942–1944

### Männer
| Saison  | Meister Gauliga Niederschlesien | Abschneiden deutsche Meisterschaft | Deutscher Meister (Männer) |
| ------- | ------------------------------- | ---------------------------------- | -------------------------- |
| 1941/42 | LSV Reinecke Brieg              | Halbfinale                         | SG OrPo Magdeburg          |
| 1942/43 | LSV Reinecke Brieg              | Zwischenrunde                      | SG OrPo Hamburg            |
| 1943/44 | LSV Reinecke Brieg              | Halbfinale                         | SG OrPo Berlin             |

### Frauen
| Saison  | Meister Gauliga Niederschlesien | Abschneiden deutsche Meisterschaft | Deutscher Meister (Frauen) |
| ------- | ------------------------------- | ---------------------------------- | -------------------------- |
| 1941/42 | Reichsbahn SG Breslau           | Vorrunde                           | Stahl-Union 04 Düsseldorf  |
| 1942/43 | Reichsbahn SG Breslau           | Zwischenrunde                      | Eintracht Frankfurt        |